# Liste der Kulturdenkmäler in Hunzel
In der Liste der Kulturdenkmäler in Hunzel sind alle Kulturdenkmäler der rheinland-pfälzischen Ortsgemeinde Hunzel aufgeführt. Grundlage ist die Denkmalliste des Landes Rheinland-Pfalz (Stand: 8. Dezember 2023).

## Einzeldenkmäler
| Bezeichnung | Lage                                | Baujahr                            | Beschreibung                                                   | Bild                           |
| ----------- | ----------------------------------- | ---------------------------------- | -------------------------------------------------------------- | ------------------------------ |
| Brunnen     | Hauptstraße, bei Nr. 3 Lage         | zweite Hälfte des 19. Jahrhunderts | gusseisernes Brunnenbecken, zweite Hälfte des 19. Jahrhunderts | weitere Bilder Fotos hochladen |
| Brunnen     | Lindenstraße, vor Nr. 11 Lage       | zweite Hälfte des 19. Jahrhunderts | gusseiserner Laufbrunnen, zweite Hälfte des 19. Jahrhunderts   | weitere Bilder Fotos hochladen |
| Brunnen     | Rathausstraße, gegenüber Nr. 1 Lage | zweite Hälfte des 19. Jahrhunderts | gusseisernes Brunnenbecken, zweite Hälfte des 19. Jahrhunderts | weitere Bilder Fotos hochladen |